# Wilhelm Bollwahn
Wilhelm Karl Otto Bollwahn (* 25. Januar 1930 in Zudar; † 1. Mai 2008) war ein deutscher Veterinärmediziner.

## Leben
Wilhelm Bollwahn wurde als Sohn des gleichnamigen Kaufmanns geboren. Nach einer landwirtschaftlichen Ausbildung begann er zum Wintersemester 1953/54 an der Tierärztlichen Hochschule Hannover das Studium der Veterinärmedizin und wurde Mitglied des Corps Normannia Hannover. Nach Abschluss des Studiums wurde er wissenschaftlichen Assistent an der Klinik für kleine Klauentiere bei Wilhelm Schulze. 1959 wurde er in Hannover zum Dr. med. vet. promoviert. 1966 habilitierte er sich dort für Schweinekrankheiten und wurde zum wissenschaftlichen Rat und Professor der Tierärztlichen Hochschule Hannover ernannt. Nach einer Gastdozentur von 1967 bis 1968 an der Bundesuniversität von Rio Grande do Sul in Porto Alegre wurde er 1971 in Hannover Abteilungsvorsteher an der Klinik für kleine Klauentiere. 1979 nahm er an der Ludwig-Maximilians-Universität München eine Professur für Innere Krankheiten der Schweine an. 1984 wurde er als Nachfolger von Wilhelm Schulze zum Leiter der Klinik für Klauentiere an die Tierärztliche Hochschule Hannover berufen. Der Klinik stand er bis zu seiner Emeritierung im Jahre 1995 vor.
Bollwahns Forschungsgebiet waren insbesondere die Krankheiten der Schweine.

## Auszeichnungen
- 1999 Dr. h. c. durch die Tierärztliche Fakultät der Ludwig-Maximilians-Universität München

## Schriften
- Untersuchungen des Schweineserums mit dem Mikroelektrophoresegerät nach Antweiler, 1959
- Anaesthesie und Sedation beim Schwein, 1964
- Klinische Diagnostik der Lahmheiten beim Schwein, 1966
- Gesundheitsprobleme im Schweinestall, 1980 (zusammen mit Karl-Otto Eich)
- Medikamente richtig anwenden! – und: Krankheitsvorbeuge durch Hygiene und gutes Stallklima, 1985 (zusammen mit Karl-Otto Eich)
- Streptokokken-Infektionen und Rotlauf. Kapitel 2 in: Handbuch der bakteriellen Infektionen bei Tieren, Band 2, 2. überarbeitete Auflage, 1994